# Hoszni Mubárak
Muhammad Hoszni Szajjid Mubárak, arabul: محمد حسنى سيد مبارك Muḥammad Ḥusnī Mubārak, általánosan használt nevén Hoszni Mubarak (Kafr el-Meszelha, 1928. május 4. – Kairó, 2020. február 25.) egyiptomi arab katonatiszt, politikus, Egyiptom elnöke 1981. október 14-től 2011. február 11-ig. Elnöksége alatt a Közel-Kelet egyik legnagyobb hatalmú politikai vezetője, az Amerikai Egyesült Államok és Izrael fontos szövetségese volt a térségben. Bukását a fiatalok forradalma idézte elő.

## Pályafutása
Miután az Egyiptomi Légierőben futott be karriert, 1975-ben alelnökké nevezték ki, majd Anvar Szadat 1981. október 6-ai meggyilkolása után emelkedett az elnöki székbe. A merénylet után rendkívüli állapotot vezettek be, ami harmincéves kormányzása idején végig érvényben volt. Az intézkedés lehetővé tette a polgári szabadságjogok korlátozását, különleges bíróságok működését, emberek írásbeli végzés nélkül is letartóztatását és az írásos felhatalmazás nélküli házkutatásokat.
Négy alkalommal választották újra. Mohamed Ali pasa (1806–1849) óta a leghosszabb ideig uralkodó egyiptomi államfő volt. Jelentősen fejlesztette országa turizmusát.
2011 januárjában fegyveres összecsapásokba és gyújtogatásokba torkolló tüntetés-sorozat kezdődött Mubárak elnök ellen. Február 1-jén a nyomás alatt Mubárak bejelentette, hogy nem indul a szeptemberben esedékes elnökválasztáson. Miután azonban a tüntetések tovább folytatódtak, az elnök 2011. február 11-én lemondott, és a hatalmat a hadsereg vezérkarának adta át.
Az orvosi jelentések szerint gyomorrákja volt. 2012. június 2-án az arab tavasz eseményeit vizsgáló bíróság életfogytiglani börtönbüntetésre ítélte a volt államfőt, mert a fegyveres erők több mint 800 tüntetőt öltek meg a forrongás idején Egyiptomban. A volt elnök fellebbezett. Jelentések szerint az ítélet után Mubárak szívrohamot kapott az őt elszállító helikopter fedélzetén. Azóta egy katonai kórházban ápolták. 2014 novemberében felmentették a gyilkosság vádja alól. 2014 májusában közpénzek elsikkasztásáért 3 év börtönre ítélték.
2020. február 25-én hunyt el egy kairói kórházban. Katonai tiszteletadással temették el.